# Штефан, Ян
Ян Штефан (чеш. Jan Štefan; род. 2 сентября 1943) — чехословацкий гребец, выступавший за сборную Чехословакии по академической гребле в 1960-х годах. Обладатель серебряной и бронзовой медалей чемпионатов Европы, победитель и призёр первенств национального значения, участник летних Олимпийских игр в Токио.

## Биография
Ян Штефан родился 2 сентября 1943 года.
Первого серьёзного успеха в академической гребле на международном уровне добился в сезоне 1963 года, когда вошёл в состав чехословацкой национальной сборной и побывал на чемпионате Европы в Копенгагене, откуда привёз награду серебряного достоинства, выигранную в зачёте распашных рулевых четвёрок — в финале их обошёл только экипаж из Западной Германии.
Благодаря череде удачных выступлений удостоился права защищать честь страны на летних Олимпийских играх 1964 года в Токио. В составе экипажа-четвёрки, куда также вошли гребцы Карел Карафиат, Ярослав Староста, Рене Либал и рулевой Арношт Поисл, занял третье место на предварительном квалификационном этапе, затем финишировал третьим в дополнительном отборочном заезде, тогда как в утешительном финале за 7-12 места чехословацкие гребцы не стартовали.
После токийской Олимпиады Штефан ещё в течение некоторого времени оставался действующим спортсменом и продолжал принимать участие в крупнейших международных регатах. Так, в 1965 году он отметился выступлением на чемпионате Европы в Дуйсбурге, где стал бронзовым призёром в рулевых четвёрках, придя к финишу позади экипажей из Советского Союза и Западной Германии.